# Лук плевокорневищный
Лук плевокорневищный (лат. Allium hymenorhizum) — многолетнее травянистое растение, вид рода Лук (Allium) семейства Луковые (Alliaceae).

## Распространение и экология
В природе ареал вида охватывает Центральную Азию.
Произрастает на лугах.

## Ботаническое описание
Луковицы цилиндро-конические, диаметром 1—2 см, с многочисленными кожистыми, бурыми, блестящими, раскалывающимися оболочками, по 1—несколько прикреплены к корневищу, образуют довольно плотную дернину. Стебель высотой 30—90 см, почти до половины одетый гладкими, расставленными влагалищами
Листья в числе 4—6, линейные, шириной 2—5 мм, плосковатые, обычно торчащие, гладкие, немного короче стебля.
Чехол коротко заострённый, немного короче или равен зонтику, остающийся. Зонтик шаровидный или реже полушаровидный, многоцветковый, густой. Листочки колокольчатого околоцветника розовые с малозаметной жилкой, длиной 4—6 мм, туповатые или островатые, наружные ланцетные или продолговато-ланцетные, немного короче внутренних продолговатых или продолговато-эллиптических. Нити
тычинок в полтора—два раза длиннее листочков околоцветника, при самом основании между собой и с околоцветником сросшиеся, цельные, шиловидные, почти равные. Столбик сильно выдается из околоцветника.
Коробочка равна околоцветнику.

## Таксономия
Вид Лук плевокорневищный входит в род Лук (Allium) семейства Луковые (Alliaceae) порядка Спаржецветные (Asparagales).
|  |                                      |  |                                                             |                                                             |                   |  | ещё 24 семейства (согласно Системе APG II) | ещё 24 семейства (согласно Системе APG II) |                          |  |  |  | ещё более 870 видов |
|  |                                      |  |                                                             |                                                             |                   |  | ещё 24 семейства (согласно Системе APG II) | ещё 24 семейства (согласно Системе APG II) |                          |  |  |  | ещё более 870 видов |
|  |                                      |  |                                                             | порядок Спаржецветные                                       |                   |  |                                            |                                            | род Лук                  |  |  |  |                     |
|  |                                      |  |                                                             | порядок Спаржецветные                                       |                   |  |                                            |                                            | род Лук                  |  |  |  |                     |
|  | отдел Цветковые, или Покрытосеменные |  |                                                             |                                                             | семейство Луковые |  |                                            |                                            | вид Лук плевокорневищный |  |  |  |                     |
|  | отдел Цветковые, или Покрытосеменные |  |                                                             |                                                             | семейство Луковые |  |                                            |                                            |                          |  |  |  |                     |
|  |                                      |  | ещё 44 порядка цветковых растений (согласно Системе APG II) | ещё 44 порядка цветковых растений (согласно Системе APG II) |                   |  |                                            | ещё около 300 родов                        | ещё около 300 родов      |  |  |  |                     |
|  |                                      |  |                                                             | ещё 44 порядка цветковых растений (согласно Системе APG II) |                   |  |                                            |                                            | ещё около 300 родов      |  |  |  |                     |